# Entroido de Salcedo

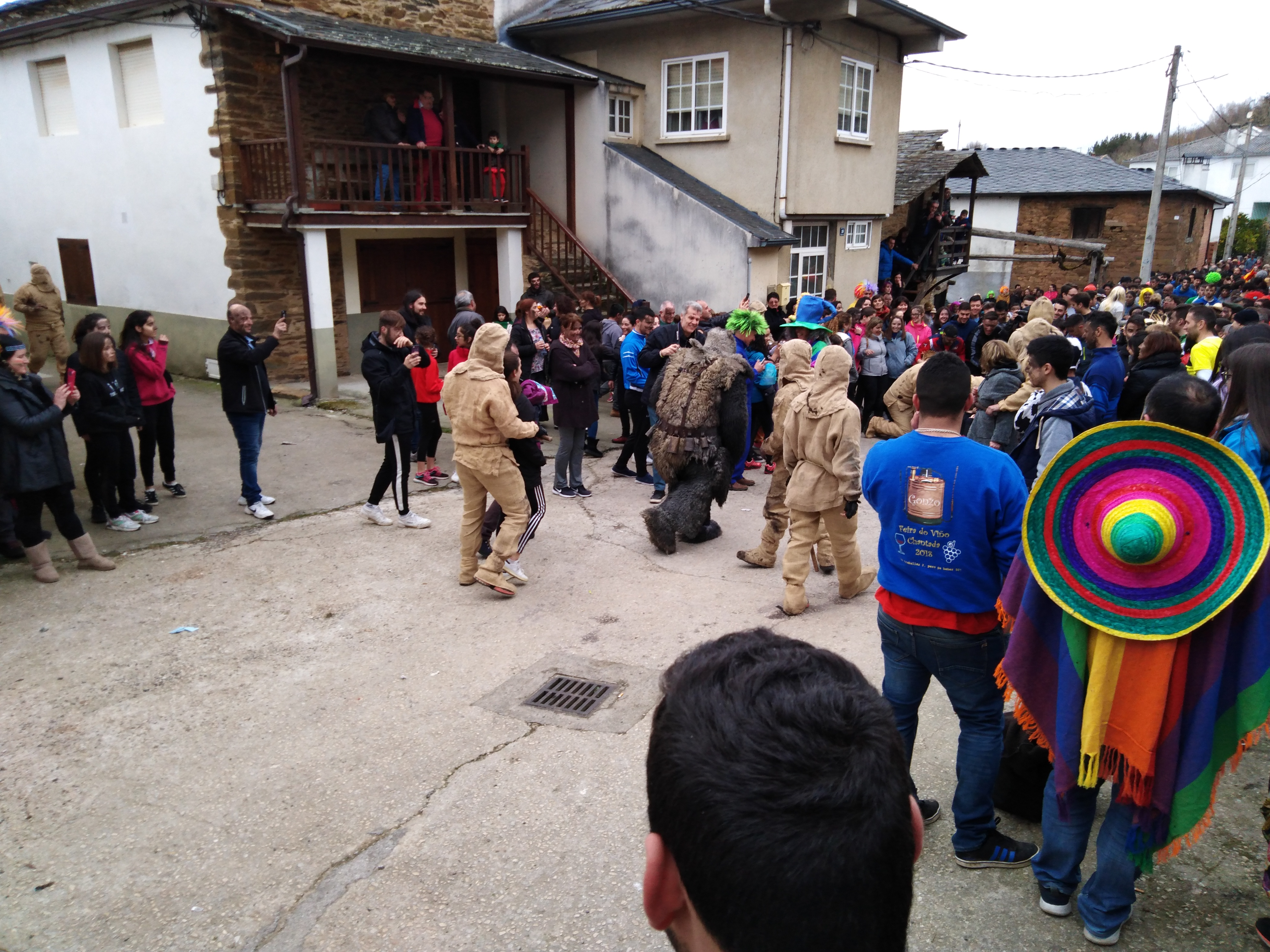
Bajada del Oso de Salcedo en 2019.

El Entroido de Salcedo es una celebración tradicional festiva del Entroido que tiene lugar en la parroquia de Salcedo, en el municipio lucense de Puebla del Brollón, en Galicia, España.
El personaje principal de este carnaval es el oso de Salcedo. Las peculiaridades de la celebración del carnaval en la parroquia de Salcedo consiguieron fama hasta en Alemania y mantienen grandes paralelismos con el conocido "Día de la Marmota" de los Estados Unidos.
Este carnaval se caracteriza por ser rico en símbolos, por ejemplo sobre la llegada de la primavera. 

## Historia
Se desconoce la fecha de comienzo de esta tradición pero su arraigo local es claro. El oso de Salcedo salió ininterrumpidamente pese a las prohibiciones de celebrar el entroido que se sucedieron durante la dictadura franquista.
El entroido de Salcedo conservó hasta no hace mucho tiempo el domingo corredoiro, durante el cual los vecinos hacían, y hacen, representaciones en mímica de hechos de la aldea. A partir de los años cincuenta el entroido se acompañó también de alguna obra de teatro aficionado, representada por los vecinos, así como una danza de doñas y galanes, semejante a otras que se celebran en Galicia.

## El Oso de Salcedo

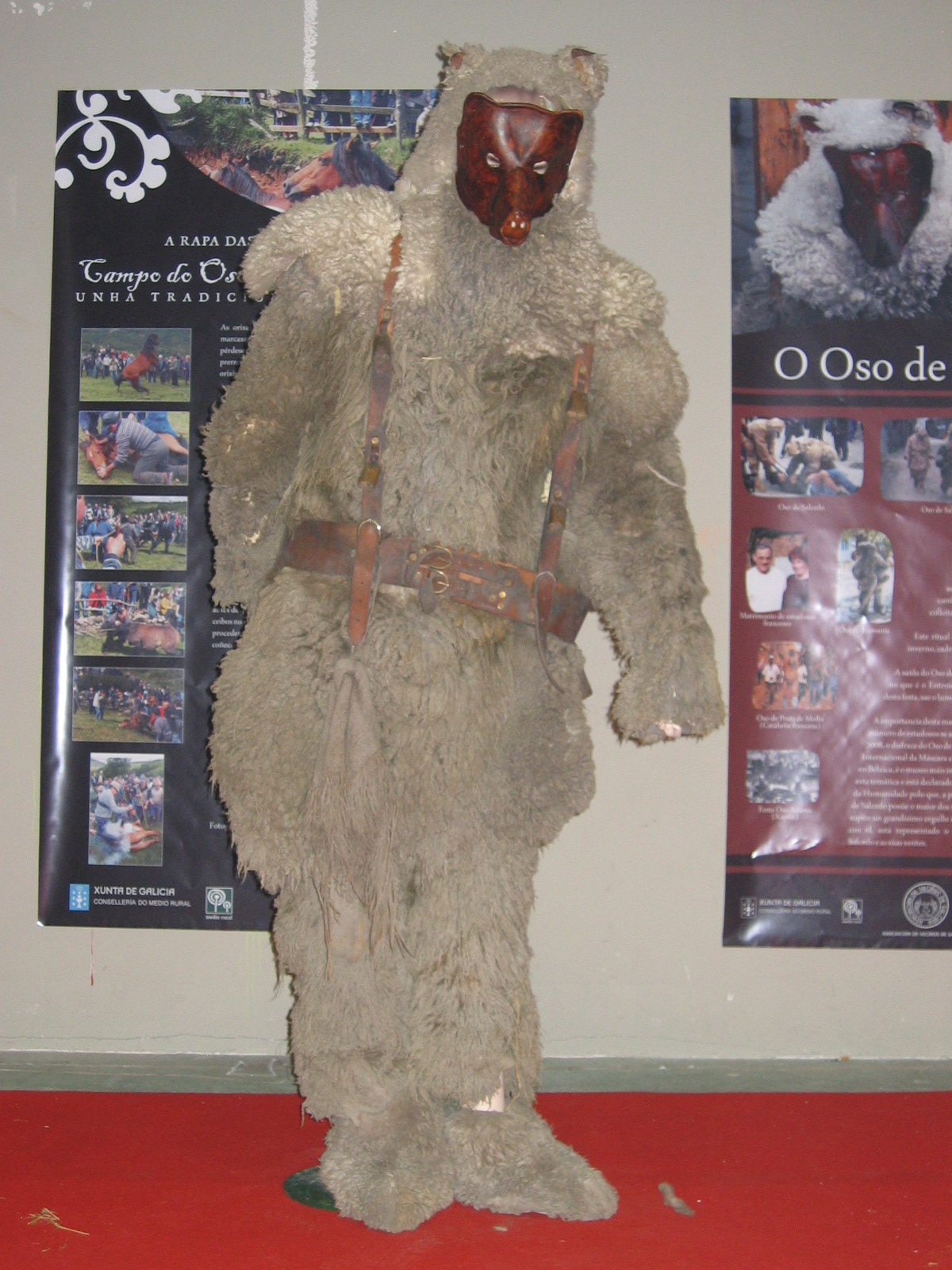
Disfraz del Oso de Salcedo.

El oso de Salcedo es una máscara característica de la parroquia de Salcedo. Se celebra a comienzos de primavera, rememorando el momento en que el oso sale de su osera tras la hibernación. Simboliza de este modo el comienzo del ciclo agrícola anual, propiciatorio de la abundancia en las cosechas y la fecundidad de las mujeres.
La máscara, un vecino disfrazado con pieles de animal, a semejanza de un oso, recorre las calles y senderos de Salcedo en compañía de sus "criados", asustando a los viandantes, a los que intenta manchar la barriga con sus patas llenas de hollín. Tiene así semejanzas con las tradiciones orensanas del entroido, como los peliqueiros de Laza, pero actúa en solitario, exceptuando la compañía de sus "criados", y no en grupo como la mayor parte de estas máscaras más meridionales.
Existen fiestas similares basadas en la figura de un oso que se celebran en otros puntos de España, como el País Vasco, y también del resto de Europa, como en Alemania, Francia (en Prats de Molló), los Alpes italianos y Rumanía. En Galicia esta es la única máscara semejante.
Desde febrero de 2008, un disfraz de Oso de Salcedo forma parte del Museo Internacional del Carnaval y la Máscara de Binche, en Bélgica, el museo de uno de los carnavales más importantes del mundo, declarado por la UNESCO Patrimonio cultural inmaterial de la Humanidad.

## Celebración

### Preludio
Las tres fechas importantes del entroido en Salcedo son el domingo, lunes y martes de entroido, pero existenun preludio que se celebra en la actualidad en dos días (y antiguamente tres). 
Así, la primera fecha que se celebra es el jueves de compadres, la segunda semana anterior al entroido. Ese día las mujeres hacen títeres con distintos materiales (paja, cartón, papel...) que simbolizan el sexo masculino que hay que vencer y destruir con fuego. Los hombres intentan impedirlo mediante persecuciones, engaños y demás trucos.
Antiguamente otro día significativo era el domingo corredoiro, domingo siguiente al jueves de compadres. Ese día todos los vecinos se perseguían por toda la aldea ensuciándose unos a otros con varias sustancias difíciles de limpiar, como el hollín que quedaba en las chimeneas o cocinas tradicionales gallegas. Actualmente este día ya no se celebra.
La semana siguiente tiene lugar el jueves de comadres, que es la réplica al jueves de compadres.

### Domingo de Entroido
El Domingo de Entroido se caracteriza por la celebración de dos actividades populares: los disfraces y el teatro.
En cuanto a la primera, los disfraces son representaciones dramático-mímicas, al aire libre, donde se parodian distintos acontecimientos de la vida social de Salcedo que dejaron huella en la consciencia de los vecinos de la aldea.
El teatro es una de las actividades más conocidas del Entroido de Salcedo y una de las que congrega a un mayor número de personas. En el local social de la aldea se representan diferentes tipos de obra, desde obras escritas por habitantes de la aldea a adaptaciones al gallego de clásicos de Molière o Shakespeare. Los actores son vecinos de Salcedo y cada función se divide en distintas obras: infantil, juvenil y adulta.

### Lunes de Entroido
El lunes de Entroido destaca por la actividad más conocida de la festividad: la salida del Oso, un personaje íntimamente ligado al Entroido de Salcedo desde hace mucho años. Viene a mostrarse como el correlato de otras figuras que pueblan el Entroido en Galicia, como los peliqueiros. Alrededor de las 5 de la tarde el Oso y sus criados salen de su escondite. Los criados son los ayudantes que le llevan la presa al Oso para que este la embadurne con una pestilente sustancia preparada para la ocasión.
Se han dado muchas interpretaciones para explicar la existencia de esta figura central en Salcedo. La gran mayoría opina que podría simbolizar el miedo que los habitantes de esta zona podrían tener a los osos que bajaban a los colmenares próximos a Salcedo para alimentarse, aunque no pasa de ser una mera hipótesis. El atuendo del Oso está compuesta de unas pieles de oveja que cubren todo el cuerpo además de una máscara que le deja buena visibilidad a la persona que va haciendo el papel de este personaje. El ropaje de los criados es más modesta y menos pesada, puesto que su misión es apresar a los desaprensivos que estén cerca del Oso para llevárselos como presas. El Oso les quita la ropa y les ensucia la barriga.

### Martes de Entroido
El martes de Entroido de nuevo se vuelven a repetir los disfraces. Otros personajes destacados son las madamas y los danzantes, pareja que representa un hombre y una mujer cuya misión es la de bailar acompañando al morrión, el grupo formado por las personas disfrazadas que van hacia el lugar donde van a representar la parodia dramático-mímica. Se caracterizan por la vistosidad de su atuendo y por el estilo elegante del baile que ejecutan. Estos personajes podrían representar las clases pudientes y ricas de la sociedad, argumentando la elegancia de su ropaje. Estos personajes suelen salir el domingo y el martes de Entroido.